# Asphalt Legends Unite
Asphalt 9: Legends est un jeu vidéo de course automobile développé et édité par Gameloft, sorti en 2018 sur Windows, iOS et Android et également plus tard sur Nintendo Switch, Xbox One et Xbox Series X/S. Le jeu est renommé en Asphalt Legends Unite en juillet 2024 et sort également sur PlayStation 4 et PlayStation 5. 

## Système de jeu
Le jeu est similaire à Asphalt 8: Airborne dans son gameplay, avec des différences dans le design et une amélioration des graphismes. 
Comme dans son prédécesseur, chacune des voitures appartient à une classe : D, C, B, A et S (par ordre croissant de performances et de rareté). Le joueur démarre avec une voiture de la classe la plus basse, soit la classe D avec la Mitsubishi Lancer Evolution.
Toutes les voitures du jeu requièrent désormais des plans pour pouvoir les déverrouiller, puis des étoiles (de 3 à 6 étoiles suivant les modèles). 
Chaque voiture peut également être personnalisée. Lors du déverrouillage d'une voiture, le joueur peut choisir parmi quelques coloris officiels ou des couleurs personnalisées sur la carrosserie, les jantes et les étriers de frein. 
Les clubs sont également nouveaux dans la série. Jusqu'à 20 joueurs peuvent collaborer pour obtenir des récompenses.
Asphalt Legends Unite dispose de trois schémas de contrôle sur les plates-formes mobiles : Inclinaison pour diriger, Tap pour diriger et le tout nouveau Touch Drive™ dans lequel le joueur sélectionne les itinéraires et les cascades en balayant vers la gauche et la droite. Sur les appareils Windows 10 et 11, le Touch Drive™ et les commandes manuelles peuvent être utilisés avec le clavier, ou avec inclinaison pour diriger, si l'appareil dispose d'un écran tactile et d'un accéléromètre.
Dans le jeu, il existe six modes de jeu : Événements spéciaux, Événements quotidiens, Multijoueur, The Clash, The Showroom et Ma Carrière. 
En mode multijoueur, le joueur affronte d'autres joueurs en ligne en temps réel. Selon sa place, il gagne ou perd des points. Plus le joueur a de points, plus sa classe augmente. Il existe six classes dans la série mondiale.
Il existe différents modes de course dans le jeu tel que le Classique, Contre-la-montre, Poursuite, Sillage, Fantôme, Mode collecteur, En fuite ou encore Contamination du nitro. 
Lors du lancement mondial du jeu, 49 voitures figuraient dans le jeu.
Lors du lancement sur Switch, il y avait 58 voitures, qui incluait celles des 3 premières mises à jour des autres versions.
Il y a 303 voitures, dont les voitures de sécurité et la Lego Technic™ McLaren Senna GTR™ non déblocables.

## Versions
Adaptée par Gameloft Kharkiv pour la Chine et publiée par Guangzhou Lingxi Interactive Entertainment (exploitée par Alibaba Games) à la suite de la réglementation chinoise en matière de jeux, la version chinoise d'Asphalt 9 est sortie en février 2020 sur iOS, iPadOS, macOS, Android ainsi que Windows. Ainsi, elle possède un planning d'événements et de mises à jour indépendant de la version globale du jeu.
Il existe également trois jeux d'arcade dont Asphalt 9: Legends DX Arcade VR, Asphalt Moto Blitz DX et Asphalt 9: Legends DX Arcade, dévoilé lors de l'AAA 2021 (Asia Amusement & Attractions Expo 2021). Ce dernier est sorti le 13 mai 2021, en Chine. Ils ont été développés par IGS avec l'autorisation de Gameloft et édités par Wahlap Games.

## Accueil
- Gamezebo : 4,5/5[5]
- Pocket Gamer : 4,5/5[6]
- Metacritic (iOS) : 74/100[7]
- Metacritic (Switch) : 61/100[8]

## Asphalt Legends Unite

Logo de Asphalt Legends Unite.

Asphalt Legends Unite (appelé simplement Asphalt Unite ou ALU) est un jeu vidéo de course automobile développé et édité par Gameloft, sorti en 2024 sur Android, iOS, PC, Xbox One, Xbox Series, PlayStation 4 et PlayStation 5 et sur Nintendo Switch. Il s’agit d’une refonte complète du jeu Asphalt 9: Legends.
Le jeu propose une nouvelle interface utilisateur, un moteur graphique amélioré, deux nouveaux modes coopératifs, dont la course en équipe, un mode 'boss', un nouveau garage, le multiplateforme (crossplay), le 'cross-save' qui permet de jouer sur le même compte sur des appareils différents, ainsi que l’introduction des nouvelles pistes de Singapour et de Chicago.
L'extension Asphalt Unite marque les débuts de la série Asphalt sur les consoles de jeu PlayStation 4 et PlayStation 5.